# Битва за Сан-Марино
Битва за Сан-Марино (англ. Battle of San Marino) — бойові дії між союзними та німецькими військами в ході Італійської кампанії Другої світової війни. Бої на території незалежної та нейтральної держави Сан-Марино відбувалися нетривалий час і були спричинені відходом німецької армії через територію країни й боями, що сталися між союзниками й окупантами, яких переслідували війська антигітлерівської коаліції.

## Історія
На початку війни Сан-Марино заявило про свій нейтралітет й відносно суворо дотримуючись цього, до 1943 року в основному залишалося неушкодженим подіями в Європі, до того часу, як війська союзників після вторгнення у вересні 1943 року на материкову частину Італії не просунулися на значну відстань по Апеннінському півострову та не наблизилися до кордонів країни. Головний оборонний рубіж нацистської Німеччини, Готська лінія, простягався через весь півострів від узбережжя Тірренського моря (на північ від Пізи) повз Лукку і Пістою через Тоскано-Еміліанські Апенніни до узбережжя Адріатичного моря (між Пезаро і Ріміні) і проходив на невеликій відстані південніше кордону Сан-Марино. 26 червня 1944 року британські Королівські повітряні сили, вважаючи, що німецька армія зайняла позиції на території нейтральної країни, провела бомбардування Сан-Марино, внаслідок чого загинуло 35 людей. Наприкінці серпня союзні війська розпочали операцію «Олива», атакувавши на крайньому східному кінці Готської лінії, прагнучи прорвати фортифікаційні споруди оборонної лінії біля Ріміні — східніше за Сан-Марино — і прорватися на рівнини на північ від їхньої території. Хоча Сан-Марино знаходилося на південному заході від Ріміні, союзне командування не планувало вторгатися на землі нейтральної держави, хоча при владі в ній перебував фашистський уряд, і повністю її оминути. Однак, з початком активної фази бойових дій союзників німці направили незначні сили до Сан-Марино, щоб ті охороняли свої лінії зв'язку та діяли в ролі артилерійських спостерігачів.
Через кілька днів головний наступ союзників був зупинений південніше Ріміні сильним опором і суворою погодою. Отже, британські та індійські формування почали наступати на захід, поступово просуваючись у напрямку до Сан-Марино. 17 вересня 4-та індійська піхотна дивізія напала на підрозділи 278-ї піхотної дивізії німців, які утримували два пагорби безпосередньо на кордоні Сан-Марино. За опанування важливими висотами велися важкі бої, і лише 19 вересня, здолавши німецький опір, сили союзників почали прориватися до самого міста Сан-Марино. Вдень 20 вересня місто було захоплено, а 21 числа 4-та індійська дивізія залишила країну, залишивши її під контролем місцевих сил оборони.